# Sommation d'Euler-Boole
 En mathématiques, La méthode de sommation d'Euler-Boole est une méthode analogue à celle d'Euler-Maclaurin adaptée aux séries alternées. Le concept doit son appellation aux mathématiciens Leonhard Euler et George Boole. Boole a publié cette méthode de sommation en utilisant les polynômes d'Euler, mais la méthode elle-même était probablement déjà connue d'Euler.

## Présentation de la méthode
Les polynômes d'Euler sont définis par la série génératrice :{\displaystyle \displaystyle {\frac {2e^{xt}}{e^{t}+1}}=\sum _{n=0}^{\infty }E_{n}(x){\frac {t^{n}}{n!}}.}Les fonctions d'Euler périodiques suivantes modifient ces polynômes par un changement de signe suivant la parité de la partie entière de {\displaystyle x}  :
{\displaystyle \displaystyle {\widetilde {E}}_{n}(x+1)=-{\widetilde {E}}_{n}(x){\text{ and }}{\widetilde {E}}_{n}(x)=E_{n}(x){\text{ pour }}0<x<1.}
La formule sommatoire d'Euler-Boole pour les séries alternées s'écrit alors :
{\displaystyle {\begin{aligned}\displaystyle \sum _{i=n}^{N}(-1)^{i}f(i+h)={}&{\frac {1}{2}}\sum _{j=0}^{k-1}{\frac {E_{j}(h)}{j!}}\left((-1)^{N}f^{(j)}(N+1)+(-1)^{n}f^{(j)}(n)\right)\\&{}+{\frac {1}{2(k-1)!}}\int _{n}^{N+1}f^{(k)}(x){\widetilde {E}}_{k-1}(h-x)\,dx,\end{aligned}}}
où {\displaystyle n,k,N\in \mathbb {N} ,k>0,n\leqslant N,h\in [0,1]} {\displaystyle f} de classe {\displaystyle C^{k}} sur {\displaystyle [n,N+1]} ; {\displaystyle f^{(j)}} est la dérivée {\displaystyle j}-ième de {\displaystyle f} . 